# Pegauer Annalen
Die Pegauer Annalen (lateinisch Annales Pegavienses) sind eine geschichtliche Darstellung aus dem Kloster Pegau im heutigen westlichen Sachsen aus dem 12. und 13. Jahrhundert.

## Inhalt und Entstehung
Der erste Teil der Annalen wurde um 1149 verfasst. Er enthält eine Geschichte des Klosters Pegau und vor allem des Lebens von Wiprecht von Groitzsch bis zu dessen Tod 1124. Danach folgen Angaben zur allgemeinen Geschichte nach der Erfurter Peterschronik und den Magdeburger Annalen.
Nach 1149 wurde die Chronik von zwei weiteren Schreibern bis in das Jahr 1227 fortgesetzt.

## Bedeutung
Die Annalen bieten eine detaillierte Darstellung der Frühgeschichte des Klosters und des Lebens des Gründers Wiprechts von Groitzsch, die einen Einblick in die Verhältnisse dieser Zeit bieten, der ansonsten für diese Zeit in dieser Gegend leider nicht erhalten ist.
Auch für die Zeit ab 1149 werden einige detaillierte Angaben zu den Geschehnissen unter Kaiser Friedrich Barbarossa gemacht.

## Handschrift
Die Handschrift der Pegauer Annalen befindet sich in der Leipziger Universitätsbibliothek, wo sie im 16. Jahrhundert aus dem säkularisierten Kloster Pegau kam.

## Editionen
Lateinisch
- Georg Heinrich Pertz u. a. (Hrsg.): Scriptores (in Folio) 16: Annales aevi Suevici. Hannover 1859, S. 234–270 (Monumenta Germaniae Historica, Digitalisat)